# Rimski građanski ratovi
Rimski građanski ratovi (grč. Ῥωμαϊκά; lat. Historia Romana) je djelo rimskog povjesničara Apijana, napisano do 165. godine. Djelo je podijeljeno u 24 knjige i opisuje događaje u starom Rimu u periodu od 2. stoljeća pr. Kr. do 1. stoljeća n.e. Jedinstvenost ovog djela je u tome što povijest svakog naroda, koji je bio u sastavu Rimskog Carstva, čini posebnu cjelinu.
Kroz ovo djelo, Apijan daje mnogo više topografskih naziva i pojmova od svih ostalih rimskih povjesničara te daje uvid u strateške izbore pojednih zapovjednika. Isto tako, za razliku od drugih povjesničara, Apijan ne stavlja Rim u centar svog djela, već jednaku pažnju posvećuje svim ostalim provincijama, koje su u to vrijeme bile izjednačene po važnosti s provincijom Italijom. U djelu se rijetko spominju izvori jer je Apijan istovremeno koristio više izvora odjednom. Događaji se u djelu opisuju živo s mnogo anegdota, a nerijetko se koriste i kritike.

## Dijelovi Apijanovog djela[1]
- Uvod
- Rana rimska povijest
- Osvajanje središnje Italije
- Samnitski ratovi
- Ratovi protiv Gala
- Osvajanje Sicilije
- Ratovi u Španjolskoj
- Ratovi protiv Hanibala (Drugi punski rat)
- Ratovi protiv Kartage
  - dodatak o Numidskim ratovima
- Makedonski ratovi 
  - dodatak o Ilirskim ratovima
- Ratovi u Grčkoj i Aziji
- Sirijski rat
  - dodatak o ratu s Partima
- Rat protiv Mitridata IV.
- Građanski rat 1 (Sula)
- Građanski rat 2 (Julije Cezar)
- Građanski rat 3 (Mutinski rat)
- Građanski rat 4 (Rat protiv Bruta i Kasija)
- Građanski rat 5 (Rat protiv Pompeja)
- Egipatski rat 1
- Egipatski rat 2
- Egipatski rat 3
- Egipatski rat 4
- Ratovi Carstva
- Trajanovo osvajanje Dacije
- Trajanovi pohodi na Istok

## Izgubljeni dijelovi
- Ratovi u Grčkoj i Aziji
- dodatak o ratu s Partima
- Egipatski rat 1
- Egipatski rat 2
- Egipatski rat 3
- Egipatski rat 4
- Ratovi Carstva
- Trajanovo osvajane Dacije

## Vanjske poveznice
- Livius: Articles on Ancient History